# Авіапоштова марка

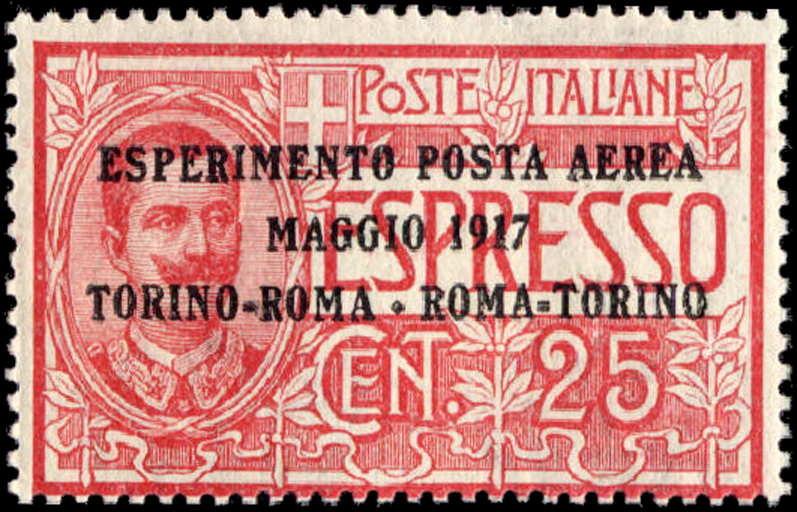
Перша офіційна авіапоштова марка (Італія, 1917)

Авіапоштова марка (або авіаційна марка) — спеціальна поштова марка, що використовується для франкування поштових відправлень, яки пересилаються авіапоштою, що має зазвичай відповідний малюнок або текст. Авіапоштові марки емитувалися практично в усіх країнах. Є об'єктами особливої області колекціонування — аерофілателії. Крім того, авіапоштові марки слід відрізняти від авіапоштових ярликів.